# Horst Queck
Horst Queck (* 5. Oktober 1943 in Steinach) ist ein ehemaliger deutscher Skispringer, der für die Deutsche Demokratische Republik startete.

## Werdegang
Queck feierte sein internationales Debüt mit dem Start an der Beskiden-Tour in Wisła. Beim zweiten Springen belegte er Rang 13. In der Skisprungsaison 1964/65 sprang er am 10. Januar 1965 in Ljubljana als Zweiter hinter Giacomo Aimoni erstmals aufs Podest. Bei der Vierschanzentournee 1965/66 gehörte er zum Aufgebot der DDR. Dabei blieb er jedoch ohne großen Erfolg. Bestes Ergebnis war ein 38. Platz in Innsbruck. Queck gewann bei den DDR-Meisterschaften 1967 die Bronzemedaille hinter Dieter Neuendorf und Bernd Karwofsky sowie gemeinsam mit Peter Lesser, Heinz Schmidt und Veit Kührt die Silbermedaille im Teamspringen. Ein Jahr später gewann er hinter Manfred Queck Silber. Zuvor hatte er bei der Vierschanzentournee 1967/68 Platz neun in Garmisch-Partenkirchen erreicht. Bei der Vierschanzentournee 1969/70 gelang Queck in Innsbruck mit Rang zwei sein erster Podestplatz bei der Tournee überhaupt. Am Ende konnte er nach weiteren guten Ergebnissen den Gesamtsieg feiern. Kurze Zeit später sicherte er sich auch seinen zweiten und dritten DDR-Meister-Titel von der Normalschanze vor Jürgen Dommerich und Christian Kiehl und von der Großschanze vor Bernd Willomitzer und Heinz Schmidt. Bei der Vierschanzentournee 1970/71 konnte er an seine Leistungen aus dem Vorjahr nicht mehr anknüpfen. Es war seine letzte Tournee.
Nach seiner Laufbahn als Skispringer wurde er Trainer, erst bei seinem Heimatverein SC Motor Zella-Mehlis, später dann als Bundestrainer.

## Erfolge

### Schanzenrekorde
| Schanze                         | Ort       | Land        | Weite   | aufgestellt am | Rekord bis     |
| ------------------------------- | --------- | ----------- | ------- | -------------- | -------------- |
| Velikanka bratov Gorišek (K153) | Planica   | Jugoslawien | 149,0 m | 21. März 1969  | 21. März 1969  |
| Bergiselschanze                 | Innsbruck | Österreich  | 99,0 m  | 4. Januar 1970 | 4. Januar 1975 |